# Frost & Sullivan
Frost & Sullivan ist ein globales Beratungsunternehmen, das Marktforschung und -analyse, Wachstumsstrategieberatung sowie Weiterbildungsprogramme anbietet. Das Unternehmen mit Sitz in Mountain View unterhält Zweigniederlassungen in über 40 Ländern.
Einmal im Jahr vergibt Frost & Sullivan den Technology Leadership Award  an Unternehmen, die bei der Entwicklung und Nutzung neuer Technologien führend  sind.